# Dicranomyia (Neolimnobia) corallina
Dicranomyia (Neolimnobia) corallina is een tweevleugelige uit de familie steltmuggen (Limoniidae). De soort komt voor in het Neotropisch gebied.